# Peter Ertelt
Peter Ertelt (* 26. August 1932 in Wien; † 21. Juli 1990 in Klagenfurt am Wörthersee) war ein österreichischer Schauspieler.

## Leben
Als Schulanfänger, 1938, wurde ihm für mehrere Monate der Schulbesuch verwehrt, da er nach dem Anschluss Österreichs an das „Deutsche Reich“ als sogenannter „Halbjude“ galt. Sein Vater, ein Wiener Rechtsanwalt, entstammte einer jüdischen Familie. Als dieser sich aufgrund der politischen Lage zur Emigration in die Vereinigten Staaten gezwungen sah, konnte die unverheiratete Mutter den Behörden glaubhaft machen, dass ihr Sohn einen nichtjüdischen leiblichen Vater hätte und der Schulbesuch wurde möglich.
Er absolvierte eine Handelsschule und schloss danach am Wiener Prayner Konservatorium die Ausbildung zum Schauspieler ab.
Er war drei Mal verheiratet, aus erster Ehe stammt ein Sohn.
In dritter Ehe war Peter Ertelt mit der Schauspielerin Elfriede Schüsseleder verheiratet, sie haben einen gemeinsamen Sohn.

## Theater
Schon zu Beginn seiner Laufbahn wurde Ertelt von der Wiener Kritik als Herausragender junger Komödiant bezeichnet. Er hatte Engagements am Kleinen Theater im Konzerthaus, am Theater der Jugend, am Parkringtheater, am Fleischmarkttheater unter Herbert Wochinz, am Theater der Courage unter der Direktion von Stella Kadmon und an der legendären Scala Wien unter Wolfgang Heinz, wo er mit Schauspielgrößen wie Karl Paryla, Otto Tausig, Günther Haenel, Emil Stöhr und vielen anderen arbeitete. Am 26. Juni 1956 bei Schließung des Theaters, wurde Peter Ertelt ein Diplom für besondere Leistungen an diesem Theater zuerkannt.
Nach einem Jahr am Landestheater Linz wurde er von Fritz Wisten und Wolfgang Heinz an die Volksbühne Berlin geholt, wo er bis 1963 sehr erfolgreich spielte. Für die Doppelrolle des Dromio in Komödie der Irrungen von Shakespeare mit Rolf Ludwig als Partner, rezensierten maßgebliche Kritiker wie z. B. Peter Edel, BZ am Abend 11. Januar 1960, euphorisch. Rainer Kerndl, Junge Welt, schrieb am 11. Januar 1960: „… der Clou des Abends aber versteckt sich hinter dem – in Berlin bis dato unbekannten jetzt aber schnell geläufig werdenden – Namen Peter Ertelt! … er macht aus der Doppelrolle des Dromio beinahe noch mehr als in ihr steckt … Peter Ertelt ist ein prächtiger Komödiant und allein schon das Eintrittsgeld wert.“ 1963 verließ Peter Ertelt die geteilte Stadt Berlin.
Engagements von 1963 bis 1974: Hessisches Staatstheater Wiesbaden, dort schreibt Wilhelm Ringelband in der Abendpost (Frankfurt am Main) 19.Jg.Nr.62 über Ertelts Truffaldino die Überschrift: Goldoni – federleicht. Ein Komiker wurde entdeckt, Bühnen der Stadt Köln, beide unter der Direktion von Claus Helmut Drese, Kammerspiele Hamburg Direktion Ida Ehre, Städtische Bühnen Essen unter Erich Schumacher, wo er unter anderem in der vielbeachteten deutschsprachigen Erstaufführung von Mistero Buffo von Dario Fo den Possenreißer spielte.
Von 1974 bis 1990 war Peter Ertelt am Stadttheater Klagenfurt unter Herbert Wochinz engagiert, wo er große Charakterrollen der Weltliteratur verkörperte.
Rollen (Auswahl)
- Richard der Dritte / Shakespeare
- Kean / Sartre
- Liliom / Ferenc Molnár
- Draußen vor der Tür / Wolfgang Borchert
- Luzifer / Tragödie des Menschen / Imre Madách, deutschsprachige Erstaufführung Übersetzung György Sebestyén
- Der eingebildete Kranke / Molière
- Figaro lässt sich scheiden / Ödön von Horváth
- Kasimir und Karoline / Ödön von Horváth
- Der jüngste Tag / Ödön von Horváth
- August August, August / Pavel Kohout
- Tod eines Handlungsreisenden / Arthur Miller
- Max / Die Heimkehr / Harold Pinter
- Herzog von Alba / Egmont / Goethe
- Heinrich / Der Teufel und der liebe Gott / Sartre
- George / Von Mäusen und Menschen / John Steinbeck

Regiearbeiten (Auswahl)
- Schlagwetter / Hans Gigacher (Uraufführung)
- Josef und Maria / Peter Turrini
- August August, August / Pavel Kohout mit Ertelt in der Titelrolle

Seit seinen Anfängen galt Peter Ertelt als herausragender Nestroydarsteller, er spielte nahezu alle großen, bekannten Rollen von Johann Nestroy. Beim ersten Salzburger Straßentheater 1970, unter Oscar Fritz Schuh, war Peter Ertelt der Anton Muffl in Frühere Verhältnisse von Nestroy, mit Elfriede Ott, Helli Servi und Fritz Grieb.
Er war einer der führenden Protagonisten der Komödienspiele Porcia seit deren Gründung im Jahr 1961. Im ORF-Landesstudio Kärnten entstanden viele Hörspiele unter seiner Mitwirkung.

## Film & Fernsehen
In den DEFA Studios in Berlin wirkte Peter Ertelt bis 1963 in zahlreichen Film- und Fernsehproduktionen mit.
Er spielte in der österreichischen Cabaretserie G’schichten über Spinner/Partner, mit Erwin Steinhauer und Franz Suhrada und in Der Leihopa, im ORF-Theater am Küniglberg in Célimar und Das blaue Aug’. Viele Stücke der Komödien Porcia, in denen Peter Ertelt spielte, wurden vom ORF aufgezeichnet: Tartuffe, Der Wirrkopf, Der Konfuse, Der Kavalier von Flandern, Das Findelkind, Der Außenseiter u. a.

### Filmografie (Auswahl)
- 1958: Hallo Taxi